# Enhagen-Ekbacken
Enhagen-Ekbacken är en av SCB avgränsad och namnsatt tätort i Västerås kommun, Västmanlands län. Tätorten omfattar bebyggelse i Enhagen och Ekbacken belägna sydväst om Västerås vid västra stranden av Västeråsfjärden.

## Befolkningsutveckling
| Befolkningsutvecklingen i Enhagen-Ekbacken 1980–2020 | Befolkningsutvecklingen i Enhagen-Ekbacken 1980–2020 | Befolkningsutvecklingen i Enhagen-Ekbacken 1980–2020 | Befolkningsutvecklingen i Enhagen-Ekbacken 1980–2020 | Befolkningsutvecklingen i Enhagen-Ekbacken 1980–2020 |
| ---------------------------------------------------- | ---------------------------------------------------- | ---------------------------------------------------- | ---------------------------------------------------- | ---------------------------------------------------- |
|                                                      |                                                      |                                                      |                                                      |                                                      |
| År                                                   |                                                      |                                                      | Folkmängd                                            | Areal (ha)                                           |
| 1980                                                 | 1980                                                 |                                                      | 312                                                  |                                                      |
| 1990                                                 | 1990                                                 |                                                      | 547                                                  | 71                                                   |
| 1995                                                 | 1995                                                 |                                                      | 655                                                  | 71                                                   |
| 2000                                                 | 2000                                                 |                                                      | 844                                                  | 71                                                   |
| 2005                                                 | 2005                                                 |                                                      | 984                                                  | 71                                                   |
| 2010                                                 | 2010                                                 |                                                      | 1 012                                                | 71                                                   |
| 2015                                                 | 2015                                                 |                                                      | 1 091                                                | 76                                                   |
| 2020                                                 | 2020                                                 |                                                      | 1 089                                                | 75                                                   |
| Anm.: Ny tätort 1980                                 |                                                      |                                                      |                                                      |                                                      |